# Villares del Saz

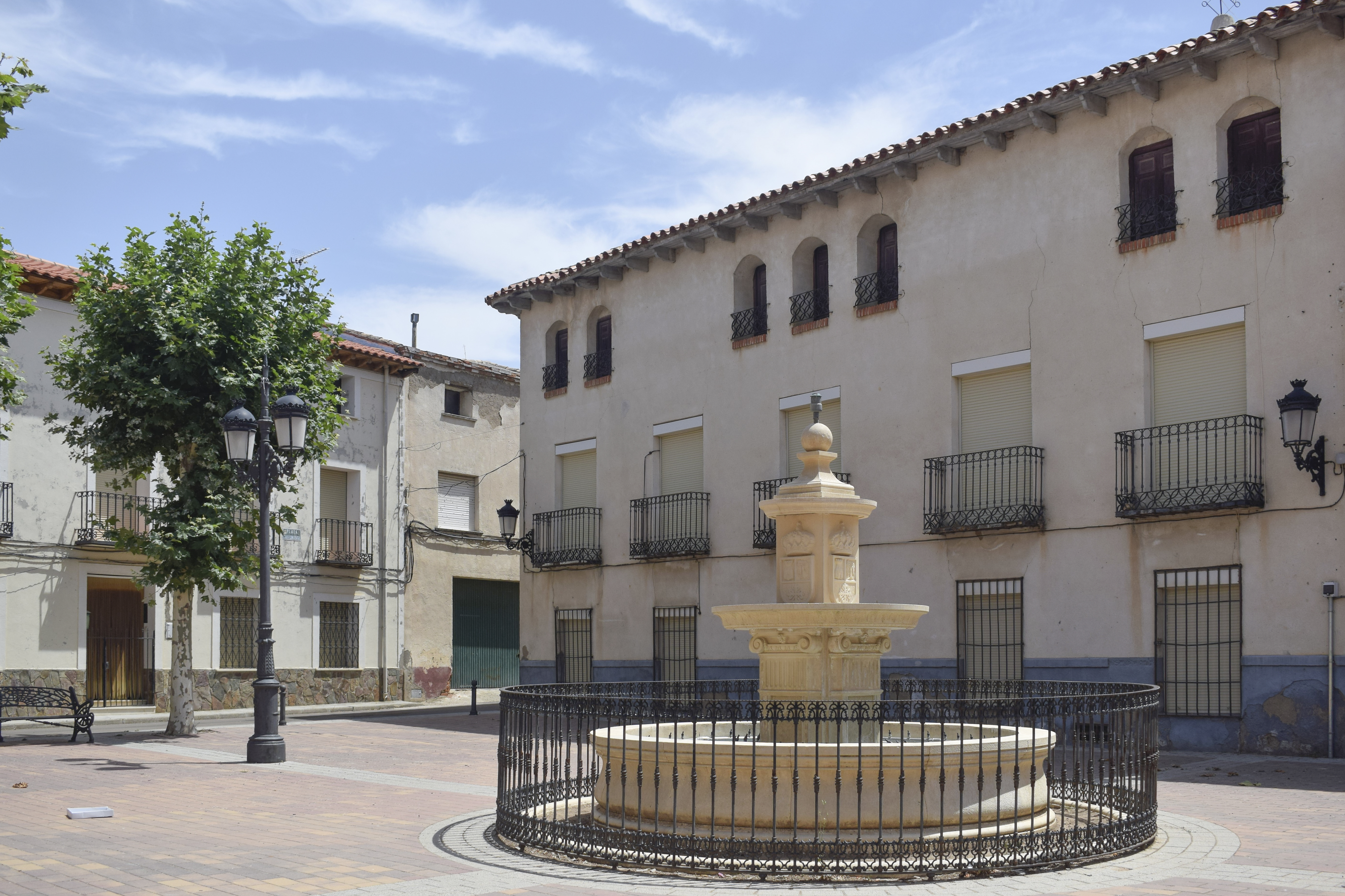
Plaza Cayo Conversa

Villares del Saz es un municipio y localidad española de la provincia de Cuenca, en la comunidad autónoma de Castilla-La Mancha. El término municipal, ubicado en la comarca de La Mancha, tiene una población de 495 habitantes (INE 2024).

## Toponimia
El nombre de Villares proviene de la unión de Villar del Saz de don Guillén de Arriba y Villar del Saz de don Guillén Abajo, que quedaban separados por la actual calle de la Raya.

## Geografía
El municipio se encuentra situado a 851 m sobre el nivel del mar. Forma parte de la comarca provincial de La Mancha Alta. Tiene una superficie de 70,2 km². Se encuentra situado a 57 km de la capital de la provincia.
Limita al noroeste y al norte con Zafra de Záncara, al noreste con Villarejo-Periesteban, al este con San Lorenzo de la Parrilla, al sureste con Cervera del Llano, al sur con Montalbanejo y al suroeste y oeste con Villar de Cañas. 

## Historia
La villa perteneció a Guillén de Rocaful, señor de Abanilla y caballero de Calatrava, quien en 1331 la legó a sus hijos habidos con Berenguela García. El 10 de marzo de 1440, el monarca Juan II de Castilla decidió concederla en señorío a Pedro Carrillo de Huete, su halconero mayor. A partir de entonces, Villares del Saz quedó vinculada al estado señorial de los Carillo de Mendoza, con cuyos titulares, Diego Hurtado de Mendoza y Teresa Carrillo, el concejo firmó, el 20 de enero de 1438, un acuerdo sobre ciertos tributos y servicios:
- Martiniega: 5000 mrs. anuales a pagar por el concejo.
- Facenderas: derecho del señor a contar con todos los hombres y acémilas necesarios para trabajos agrícolas, reparación de caminos etc. a cambio del pago de un jornal (10 mrs. el peón, 5 mrs. el animal).
- Obsequio navideño y pascual: cuatro carneros, doce pares de gallinas y diez pares de perdices; todo ello a pagar por el concejo y hombres buenos en las Pascuas de Navidad y Resurrección.
- Pagos: una carga de leña en Navidad a pagar por los hombres buenos, una carretada de paja en agosto por los labradores con un par de mulas o bueyes —o media carretada los que tenían medio par de animales—, dos gallinas por los labradores con un par de mulas o bueyes —o una gallina los que tenían medio par—, y tres lechones de cada diez paridos.
- Posada: derechos de «ropa» para los escuderos del señor que dormían en la casa señorial, y «hospedaje» para los que dormían fuera.
- Derechos exclusivos: Exención de un berraco señorial, que podía entrar en las tierras de cereal y viñedo de los vecinos.

En 1842, el regente del reino Baldomero Espartero publicó un decreto por el cual se juntaron Villar del Saz de Arriba y Villar del Saz de Abajo, conformando la actual villa de Villares del Saz, que así abandonó el nombre de «Villar del Saz de Don Guillén». A mediados del siglo XIX, la villa tenía contabilizada una población de 851 habitantes. Aparece descrita en el decimosexto volumen del Diccionario geográfico-estadístico-histórico de España y sus posesiones de Ultramar de Pascual Madoz de la siguiente manera:

VILLARES DEL SAZ: v. con ayunt. en la prov. y dióc de Cuenca (6 leg.), part. jud. de Belmente (6), aud. terr. de Albacete (10) y c. g. de Castilla la Nueva (Madrid 20): sit. en el camino de Madrid á Valencia en sitio llano, con clima frio, bien ventilado y sano. Consta de 220 casas de mediana construccion; 2 cárceles, y casas de ayunt. correspondientes cada una á las 2 villas que antes formaban (como mas adelante se dirá) escuela de primera letras concurrida por 70 niños, y dotada con 1,500 rs.; para surtido de los vec. tiene una fuente dentro de la pobl. y varias fuera de escelente agua; la igl. parr. (Sta. Eulalia de Mérida) es de segundo ascenso y se halla servida por un cura de provision del ordinario; en el centro de la v. se halla la ermita de Jesús Nazareno de gran veneracion y concurrencia el 3 de mayo, dia de su festividad. El térm. confina por N. con el de San Lorenzo de la Parrilla; E. Montalbanejo; S. El Congosto, y O. Zafra: en su jurisd. se halla el cas. titulado de Moses: el terreno es de mediana calidad y le cruzan los riach. Arcas de Fuente del Villar y del Arenal: los caminos son locales y malos á escepcion del ya citado, cuyo estado es regular: la correspondencia se recibe de la adm. de Tarancon los domingos, miércolos y viernes; hay parada de postas con 4 caballos. prod.: trigo, cebada y centeno y algunas legumbres; se cria ganado lanar, y caza de liebres, conejos y perdices. ind.: la agrícola y los oficios indispensables de tejedores de telas del pais, zapateros, carpinteros, herreros etc. comercio: la venta de cereales y la esportacion de arroz, bacalao, aceite, vino y otros artículos de consumo diario. pobl.: 214 vec., 851 almas. cap. prod.: 2.580,700 rs. imp.: 129,035; el presupuesto municipal asciende á cerca de 6,000 rs. y se cubre con el producto del arrendamiento depuestos públicos.
Esta villa se hallaba dividida en 2 con los nombres de Villar del Saz de Don Guillen de Arriba y Villar de Saz de Don Guillen de Abajo hasta el año de 1842, en que por decreto del regente del Reyno, Don Baldomero Espartero se unieron las 2 en una y vinieron á formar la que acabamos de describir con el nombre que hemos manifestado.
Fue esta pobl. del señ. de los Templarios, perteneció despues á los condes de Priego: últimamente se dividió por venta entre dos señores: la parte alta fue de un caballero andaluz, apellidado Cabeza de Vam, ascendiente de los marqueses de Campo-Real; la parte baja pasó a los señores Inestrosas. Padeció mucho en la guerra de Sucesion, seguida á la muerte de Cárlos II. Es patria del teniente general D. Juan de Cereceda y Carrascosa, que murió lleno de honores en 1743.
(Madoz, 1850, pp. 264-265)

## Demografía
Villares del Saz cuenta con una población de 495 habitantes (INE 2024).
| Gráfica de evolución demográfica de Villares del Saz entre 1842 y 2021 |
| |
| Población de derecho según los censos de población del INE Población de hecho según los censos de población del INEEntre el censo de 1857 y el anterior, crece el término del municipio porque incorpora a El Congosto |

## Patrimonio

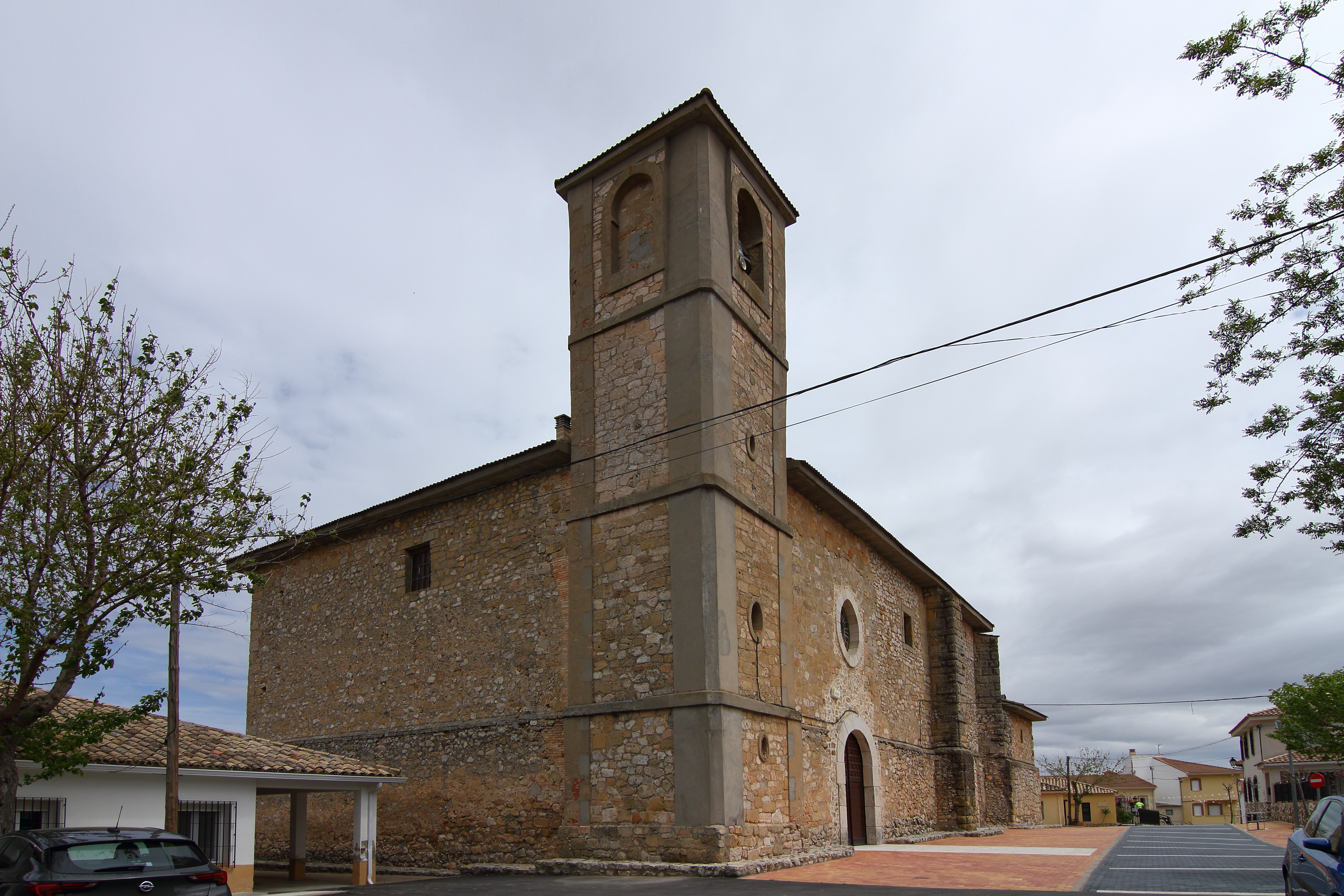
Iglesia de Santa Eulalia

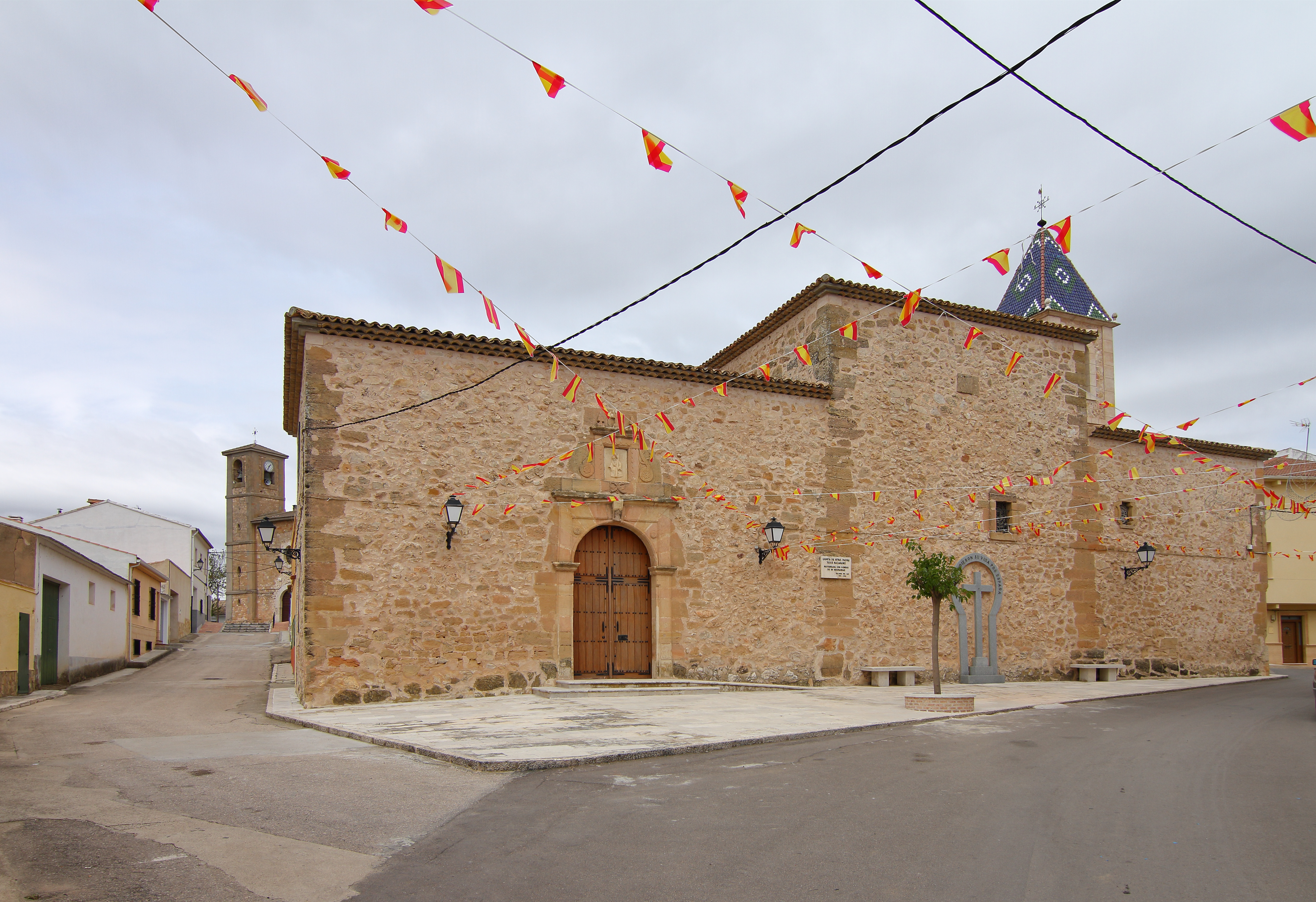
Ermita de Jesús Nazareno

En la localidad hay una iglesia bajo la advocación de Santa Eulalia de Mérida, además de una ermita dedicada a Jesús Nazareno.